# ブラウン対エンターテインメント商業協会事件
ブラウン対エンターテインメント商業協会事件（ブラウンたいエンターテインメントしようぎょうきょうかいじけん、英: Brown v. Entertainment Merchants Association）は、親の監督なしに子供に暴力的なコンピュータゲームを販売することを禁止した2005年のカリフォルニア州法を無効にしたアメリカ合衆国最高裁判所のランドマーク的な判決。最高裁は7-2で、下級判決を支持し、コンピュータゲームは合衆国憲法修正第1条の下で他の形式のメディアと同じように保護された表現であるとしてカリフォルニア州法を破棄した。判決は、コンピュータゲーム業界にとって大きな勝利と受け止められた。